# العلاقات السريلانكية الفرنسية
العلاقات السريلانكية الفرنسية هي العلاقات الثنائية التي تجمع بين سريلانكا وفرنسا.

## مقارنة بين البلدين
هذه مقارنة عامة ومرجعية للدولتين:
| وجه المقارنة                                              | سريلانكا                         | فرنسا                                                    |
| --------------------------------------------------------- | -------------------------------- | -------------------------------------------------------- |
| المساحة (كم2)                                             | 65.61 ألف                        | 643.80 ألف                                               |
| عدد السكان (نسمة)                                         | 21.44 مليون                      | 67.12 مليون                                              |
| الكثافة السكانية (ن./كم²)                                 | 326.78                           | 104.26                                                   |
| العاصمة                                                   | سري جاياواردنابورا كوتي، كولمبو  | باريس                                                    |
| اللغة الرسمية                                             | اللغة السنهالية، اللغة التاميلية | لغة فرنسية                                               |
| العملة                                                    | روبية سريلانكي                   | يورو، فرنك س ف ب، فرنك فرنسي، Livre tournois ‏            |
| الناتج المحلي الإجمالي (بليون دولار)                      | 87.17 مليار                      | 2.58 تريليون                                             |
| الناتج المحلي الإجمالي (تعادل القوة الشرائية) بليون دولار | 246.62 مليار                     | 2.87 تريليون                                             |
| الناتج المحلي الإجمالي الاسمي للفرد دولار أمريكي          | 3.93 ألف                         | 36.20 ألف                                                |
| الناتج المحلي الإجمالي للفرد دولار أمريكي                 | 11.11 ألف                        | 39.33 ألف                                                |
| مؤشر التنمية البشرية                                      | 0.757                            | 0.888                                                    |
| رمز المكالمات الدولي                                      | +94                              | +33                                                      |
| رمز الإنترنت                                              | .lk،                             | .fr، .bzh ‏، .tf، .re، .wf، .yt، .pm، .paris              |
| المنطقة الزمنية                                           | ت ع م+05:30                      | أوروبا/باريس ‏، توقيت وسط أوروبا، توقيت وسط أوروبا الصيفي |

## منظمات دولية مشتركة
يشترك البلدان في عضوية مجموعة من المنظمات الدولية، منها:
| علم المنظمة | اسم المنظمة                               | تاريخ انضمام سريلانكا | تاريخ انضمام فرنسا |
| ----------- | ----------------------------------------- | --------------------- | ------------------ |
|             | بنك التنمية الآسيوي                       | 1966                  | 1970               |
|             | مؤسسة التنمية الدولية                     | 27 يونيو 1961         | 30 ديسمبر 1960     |
|             | يونسكو                                    | 14 نوفمبر 1949        | 4 نوفمبر 1946      |
|             | وكالة ضمان الاستثمار متعدد الأطراف        | 27 مايو 1988          | 28 ديسمبر 1989     |
|             | الأمم المتحدة                             | 14 ديسمبر 1955        | 24 أكتوبر 1945     |
|             | الاتحاد البريدي العالمي                   | ?                     | ?                  |
|             | البنك الدولي للإنشاء والتعمير             | 29 أغسطس 1950         | 27 ديسمبر 1945     |
|             | المنظمة الهيدروغرافية الدولية             | ?                     | ?                  |
|             | الاتحاد الدولي للاتصالات                  | 1897                  | 1866               |
|             | منظمة حظر الأسلحة الكيميائية              | ?                     | ?                  |
|             | مؤسسة التمويل الدولية                     | 20 يوليو 1956         | 20 يوليو 1956      |
|             | المركز الدولي لتسوية المنازعات الاستشارية | 11 نوفمبر 1967        | 20 سبتمبر 1967     |
|             | منظمة التجارة العالمية                    | ?                     | 1995               |
|             | منظمة الشرطة الجنائية الدولية             | ?                     | ?                  |

## وصلات خارجية
- موقع وزارة الخارجية السريلانكية
- موقع وزارة الخارجية الفرنسية